# Élections fédérales canadiennes de 2006 au Nouveau-Brunswick
Ceci sont les résultats des élections fédérales canadiennes de 2006 dans la province du Nouveau-Brunswick. Les candidats sortants sont en italiques ; les vainqueurs sont en caractères gras.

## Résultats de l'élection canadienne de 2006 de Nouveau-Brunswick
Acadie—Bathurst
- Ulric DeGrâce - Indépendant
- Yvon Godin - Nouveau Parti démocratique
- Eric Landry - Indépendant
- Marcelle Mersereau - Parti libéral
- Philippe Rousselle - Parti vert
- Serge Savoie - Parti conservateur

Beauséjour
- Frank Comeau - Indépendant
- Neil Gardner - Nouveau Parti démocratique
- Anna Girouard - Parti vert
- Dominic LeBlanc - Parti libéral
- Omer Léger - Parti conservateur

Fredericton
- David Raymond Amos - Indépendant
- John Carty - Nouveau Parti démocratique
- Philip Duchastel - Parti vert
- Pat Lynch - Parti conservateur
- Andy Scott - Parti libéral

Fundy Royal
- Patty Donovan - Parti vert
- Eldon Hunter - Parti libéral
- Rob Moir - Nouveau Parti libéral
- Rob Moore - Parti conservateur

Madawaska—Restigouche
- Jean-Claude d'Amours - Parti libéral
- Irka LaPlante - Parti vert
- Rodolphe Martin - Nouveau Parti démocratique
- Jean-Pierre Ouellet - Parti conservateur

Miramichi
- John Bethell - Parti vert
- Danny Gay - Indépendant
- Charles Hubbard - Parti libéral
- Jeannette Manuel-Allain - Nouveau Parti démocratique
- Michael Morrison - Parti conservateur

Moncton—Riverview—Dieppe
- Charles Doucet - Parti conservateur
- David Hackett - Nouveau Parti démocratique
- Camille Labchuk - Parti vert
- Brian Murphy - Parti libéral
- Ron Pomerleau - Parti action canadienne

New Brunswick-Sud-Ouest
- Andrew Graham - Nouveau Parti démocratique
- Erik Millett - Parti vert
- Stan Smith - Parti libéral
- Greg Thompson - Parti conservateur

Saint John
- Terry Albright - Nouveau Parti démocratique
- Vern Garnett - Parti vert
- John Wallace - Parti conservateur
- Paul Zed - Parti libéral

Tobique—Mactaquac
- Michael Allen - Parti conservateur
- Robert Berube - Parti vert
- Alice Finnamore - Nouveau Parti démocratique
- Andy Savoy - Parti libéral